# Maison de France
Das Maison de France wurde 1950 als französisches Kulturzentrum in West-Berlin eröffnet. Als wichtige Etappe zur Begründung neuer deutsch-französischer Beziehungen nach dem Zweiten Weltkrieg schuf Frankreich einen Ort des geistigen Austauschs und der politischen Verständigung. Als eines der ersten wiederhergestellten Gebäude nach dem Krieg stellt es ein bedeutendes Baudenkmal dar und wurde als 1000. Objekt in die Berliner Denkmalliste aufgenommen.

## Geschichte des Gebäudes Kurfürstendamm 211

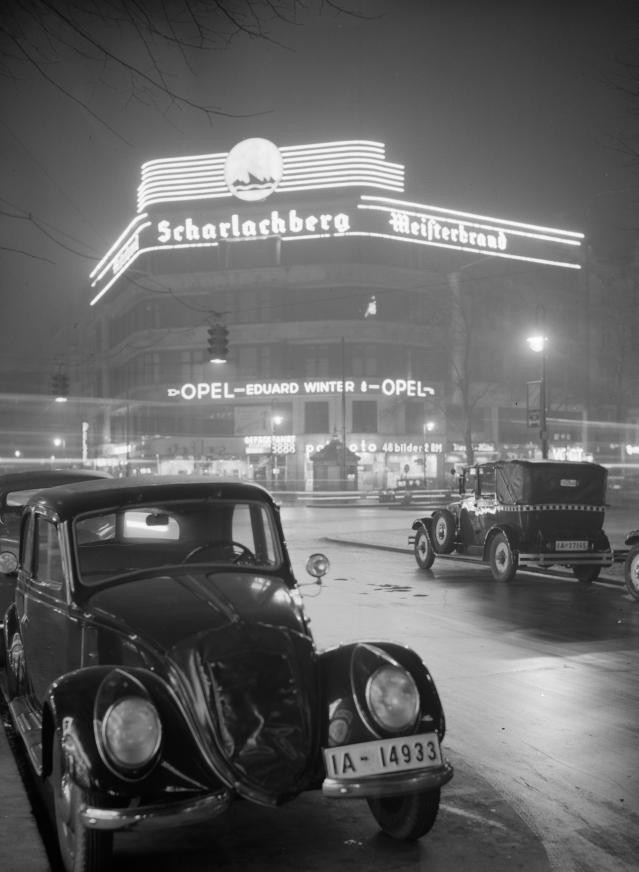
Haus Scharlachberg, ca. 1935

Das Gebäude Kurfürstendamm 211 entstand im Jahr 1897 als Wohn- und Geschäftshaus für den Rentier N. Knopf nach Plänen des Baumeisters Wilhelm Klopsch im Stil des Historismus. Für 1899 waren neun Mietparteien im Berliner Adressbuch verzeichnet. Als Eigentümer war „Rechtsanwalt J. Dzialosczynski, Rankestraße 24“ angegeben, der in unterschiedlichen Schreibweisen noch bis 1925 verzeichnet wurde. 1926 wurden als Eigentümer „L. Bernstein, Fabrikant“, und „A. Punitzer, Kaufmann, Rankestraße 5“ vermerkt. Die neuen Eigentümer wurden gleich vor eine große Herausforderung gestellt, da das Dach und die Fassade schadhaft waren. Mit dem Umbau der Fassade wurde 1926 das Architekturbüro von Hans und Wassili Luckhardt und Alfons Anker beauftragt, die das Gebäude im Stil der Neuen Sachlichkeit umbauten. Dabei entfernten sie die Dachaufbauten, viele Mauervorsprünge und Gesimse und verbanden die Balkone mit durchlaufenden horizontalen Bändern. Das Erdgeschoss und das erste Obergeschoss wurden zu Ladenlokalen mit vollständig verglasten Schaufensterfassaden im Erdgeschoss umgebaut. Nicht zuletzt wurde dadurch die Montage von Leuchtreklame ermöglicht, durch die das Haus nun den Namen Haus Scharlachberg erhielt.
Zum Zeitpunkt des Umbaus wurde im Adressbuch 1927 als Eigentümer „S. Benima (Ausland)“ genannt. Dieser verkaufte das Haus offensichtlich nach der „Machtergreifung“ der Nationalsozialisten, als Eigentümer war nun die Bayerische Vereinsbank eingetragen. Weiterhin tauchte in jenem Jahr bis 1939 die „Standesgemeinschaft Berlin deutscher Apotheker“ als Mieter auf, die später zur „Deutsche Apothekerschaft, Reichsgeschäftsstelle“ wurde. 1939 wurde das „Finanzamt Teltow“ als Eigentümer genannt, und von 1940 bis 1943 das Reichsfinanzministerium. Es war somit Reichseigentum geworden. Als neuer Mieter tauchte ab 1938 „Adler am Kurfürstendamm“ auf, ein Automobilgeschäft der Adlerwerke.
Während des Zweiten Weltkriegs wurde das Haus, insbesondere der Flügel an der Uhlandstraße, bei Luftangriffen der Alliierten durch Brandbomben schwer beschädigt, sodass hier lediglich das Erdgeschoss, Teile der Obergeschosse und die Umfassungsmauern erhalten blieben.

## Das Gebäude als Maison de France

### Wiederaufbau des Hauses
Nach Kriegsende beschlagnahmte die britische Militärregierung das Haus, das nun im britischen Sektor lag, um es als Bar, Cabaret und Hotel zu nutzen. 1948 überließ sie es der französischen Militärregierung für den Wiederaufbau und die Einrichtung eines Kulturzentrums, das im Zentrum West-Berlins entstehen sollte, da der französische Sektor nicht zentral genug gelegen war. Mit dem Umbau wurde der Architekt Hans Semrau beauftragt, der noch 1948 während der Berlin-Blockade die Planung und die notwendigen Abbruch- und Sicherungsarbeiten an der Ruine aufnahm. So konnte unmittelbar nach dem Ende der Blockade im Mai 1949 der Wiederaufbau beginnen.

### Architektur
Es ist teilweise ein Umbau, teilweise ein vollständiger Neubau an der Uhlandstraße: Im Kurfürstendamm-Flügel und im Eckbereich wurden nicht nur die in den Obergeschossen zerstörten Holzbalkendecken durch eine Lage von Stahlträgern mit vorgefertigten Betondeckenplatten ersetzt. Auch der zerstörte und abgeräumte Dachstuhl wird durch eine flach geneigte Dachdecke aus Stahlträgern und vorgefertigten Betondeckenplatten, die als Pultdach hinter der hohen Attika fungierte, ersetzt. Im Erdgeschoss wurden an der Straßenseite zum Kurfürstendamm und im Eckbereich alle noch vorhandenen tragenden Mauern durch Stahlstützen ersetzt. Hierzu waren umfangreiche und aufwendige Abfangungen erforderlich, um Unterzüge und Stützen im Erd- und ersten Obergeschoss vor allem im Foyerbereich (im Eckbau) einbauen zu können. Der Flügel an der Uhlandstraße, der am stärksten zerstört war und der das Lichtspieltheater aufnehmen sollte, wurde vollständig abgebrochen und durch einen Stahlskelett-Neubau ersetzt.
Das Stahlskelett ist in der Ebene der Außenwände ausgemauert worden. Die Außenwände im Neubauteil zeigen wie im Altbauteil aus Gründen der einheitlichen Gestaltung streng gegliederte Lochfensterfassaden.
Die Fassaden sind im Gegensatz zur Fassadengestaltung der 1920er Jahre nun völlig eben und flächig ausgebildet, die Lochfenster der vier Obergeschosse sind in die Fassadenflächen einfach eingeschnitten, jedoch nicht zu Fensterbändern zusammengefasst, sondern vielmehr zu geschlossenen Großfiguren zusammengefügt. Die alten Fensteröffnungen an den Gebäudeecken sind nun geschlossen. Dies führte zur klaren Ordnung und ruhigen Gliederung der drei einzelnen Straßenfassaden. Die Befensterung ist in jeder Großfigur der drei Fassaden in sich symmetrisch angeordnet: Besonders deutlich wird dies bei der Befensterung des Eckbaus, wo eine breite vierflügelige Fenstertür in jedem Obergeschoss auf jeder Seite von einer schmalen zweiflügeligen Fenstertür flankiert wird. Die Fenstertüren sind mit bronzenen Brüstungsgittern abgeschrankt. Die Fenstertüren sind ein Zitat der in Frankreich weit verbreiteten Fenstertüren.
In der Kurfürstendamm-Fassade werden zwei breite fünfflügelige Fenster in der Mitte eines jeden Geschosses auf beiden Seiten von einem schmalen dreiflügeligen Fenster begleitet. An der Uhlandstraße wiederholt sich dieses Motiv: Hier werden drei breite vierflügelige Fenster in der Mitte eines jeden Geschosses von schmalen dreiflügeligen Fenstern flankiert; Beim Übergang zum Eckbau wurde allerdings eine kleine Asymmetrie erforderlich: statt eines schmalen Fensters sind hier zwei in jedem Geschoss angeordnet. Im Inneren ist es ein wichtiges Zeugnis für die Architektur der 1950er Jahre, die sich an den geschwungenen Formen und der Lichtarchitektur manifestiert.

### Eröffnung
Am 21. April 1950 eröffnete der französische Stadtkommandant General Jean Ganeval in Anwesenheit des Hohen Kommissars für Deutschland André François-Poncet und des Oberbürgermeisters Ernst Reuter das neue Kulturzentrum als deutsch-französische Begegnungsstätte. Hier befanden sich das französische Generalkonsulat (2002 in die französische Botschaft am Pariser Platz umgezogen), das Institut français Berlin, das Kino Cinema Paris, eine Bibliothek mit französischer Literatur, verschiedene Geschäfte, eine Bar, das Reisebüro der Air France und ein Restaurant. Im vierten Geschoss liegt der Saal Boris Vian, der für repräsentative Veranstaltungen und Filmaufnahmen genutzt wird. Zur Eröffnung des Kinos wurde bei Anwesenheit des Schauspielers Gérard Philipe der Film La beauté du diable von René Clair gezeigt.

### Bombenanschlag 1983
Am 25. August 1983 wurde ein Bombenanschlag auf das Haus verübt, bei dem der Radsportler Michael Haritz starb, der gerade mit seiner Friedensgruppe „Fasten für das Leben“ im französischen Generalkonsulat eine Petition übergeben wollte. Weitere 23 Personen wurden verletzt. Die Bombe wurde von dem Libanesen Mustafa Ahmed el-Sibai gelegt, der im Auftrag der armenischen Terrorgruppe „Asala“ handelte. Geplant wurde der Anschlag von dem Attentäter Johannes Weinrich, der dafür im Jahr 2000 in Berlin zu einer lebenslangen Haftstrafe verurteilt wurde. Weinrich galt als die rechte Hand des Terroristen Carlos, der mit dem Attentat auch seine Freundin Magdalena Kopp freipressen wollte. Wie sich später herausstellte, wurde das Attentat mit Unterstützung des Ministeriums für Staatssicherheit (MfS) durchgeführt. Der ehemalige Oberstleutnant des MfS Helmut Voigt wurde hierfür 1994 in einem Prozess vor dem Landgericht Berlin zu vier Jahren Freiheitsstrafe wegen Beihilfe zum Mord verurteilt.

### Wiedereröffnung 1985
Nach Beseitigung der Schäden und gründlicher Restaurierung wurde das Gebäude 1985 offiziell von Helmut Kohl und François Mitterrand wiedereröffnet. Im Jahr 1992 verkaufte es die Bundesrepublik Deutschland an den französischen Staat zum Preis von 60 Millionen Deutsche Mark (inflationsbereinigt in heutiger Währung: rund 56 Millionen Euro).
In den 2000er Jahren waren hier Prominente wie Élisabeth und Robert Badinter, Benoîte Groult, Serge und Beate Klarsfeld, aber auch die Grafik-Designerin Miss.Tic oder Plantu, der Karikaturist von Le Monde. Alain Finkielkraut debattierte hier mit Peter Sloterdijk.
Das Gebäude beherbergt seit seiner Gründung 1950 das Institut français Berlin, dessen Aufgabe die Förderung der französischen Sprache und Kultur in Berlin und Brandenburg ist. Hierzu gehören neben Sprachkursen und der Organisation von deutsch-französischen Aktivitäten sehr viele kulturelle Veranstaltungen. So finden laufend Kunstausstellungen, Diskussionsabende, Musikveranstaltungen und Aktivitäten für Kinder statt. Bei den Filmveranstaltungen sind häufig die Darsteller und Regisseure anwesend. Wenn Gérard Depardieu, Diane Kruger oder Isabelle Huppert hier einen Film präsentierten, war das immer ein großes Ereignis. Vor dem Fall der Mauer war es ein Ort für West-Berliner Frankophile, die hier Persönlichkeiten trafen wie Eugène Ionesco, René Clair, Alain Robbe-Grillet, Gisèle Freund und Dutzende von anderen Persönlichkeiten, die Vorträge in französischer Sprache hielten. Im ersten Stockwerk befindet sich die Bibliothek mit Mediathek, die eine große Auswahl französischer Bücher, Comics, CDs, Zeitungen und Fachzeitschriften bietet.
Seit 1995 befindet sich hier auch das Bureau du Théatre, das sich um die Koordination und Unterstützung der theaterpolitischen Aktivitäten der in Deutschland beheimateten französischen Kulturinstitute kümmert.

### Cinema Paris
Das Cinema Paris besteht seit der Eröffnung des Hauses 1950 und ist eines der wenigen noch verbliebenen Kurfürstendamm-Kinos. Der Schwerpunkt des Programms liegt bei französischen Produktionen und europäischer Filmkunst, die zum größten Teil in der Originalversion mit Untertiteln laufen. Seit 1994 wird das Kino von der Yorck-Gruppe betrieben.

### RestaurantBrasserie Le Paris

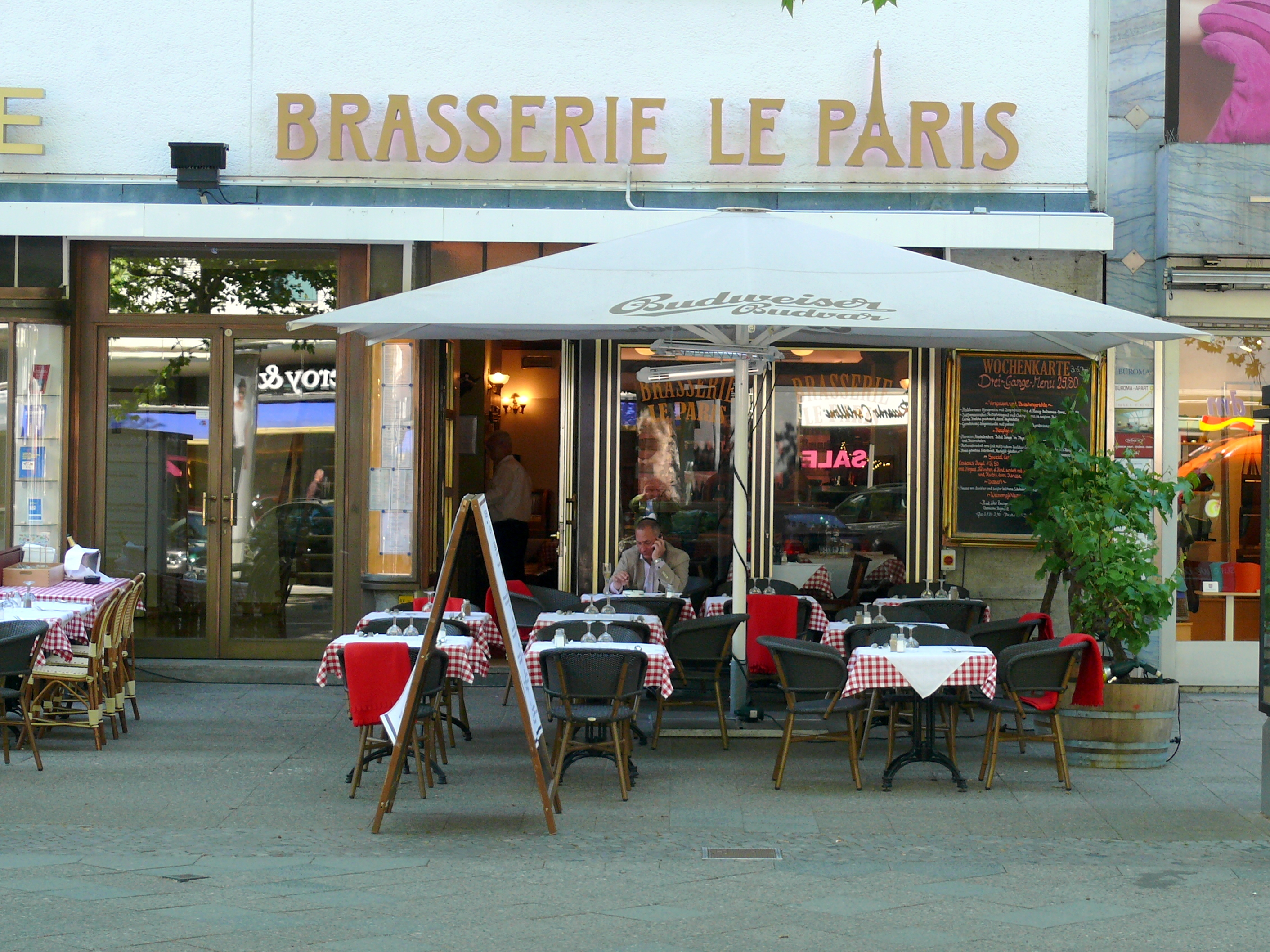
Restaurant Brasserie Le Paris

Schon seit der Eröffnung 1950 existierte hier ein Restaurant, das aber in den 1990er Jahren schloss, sodass die Räume 20 Jahre ungenutzt blieben. 2011 eröffnete das Restaurant wieder am historischen Ort. Es bietet authentische französische Küche und ein typisch französisches Ambiente am Kurfürstendamm. Während der warmen Jahreszeit werden auch vor dem Restaurant Tische aufgestellt.

## Schließungspläne
Im April 2013 wurde bekannt, dass das Institut français Berlin bis 2015 in die Räume der Botschaft am Pariser Platz verlegt und das Haus aus wirtschaftlichen Gründen verkauft werden soll. Bereits im April 2013 wurde die Institution vom Deutschen Kulturrat auf die Rote Liste Kultur gesetzt und als von Schließung bedroht eingestuft (Kategorie 1). Im Februar 2014 wurde die Gefährdung aufgehoben (Kategorie 4).
Gegen die geplante Schließung regte sich erheblicher Widerstand der Berliner Bevölkerung und der Beschäftigten, die eine Online-Petition gegen die Schließung initiierten, die bis Ende Dezember 2013 von mehr als 14.000 Personen unterstützt wurde. Ende Januar 2014 entschied die französische Regierung, das Gebäude am Kurfürstendamm nicht zu verkaufen und das Kulturzentrum an seinem bisherigen Standort fortzuführen.